# Dead Elvis
Dead Elvis è il primo album in studio del gruppo musicale britannico Death in Vegas, pubblicato nel 1997.

## Tracce
1. All That Glitters – 6:34
2. Opium Shuffle – 5:02
3. GBH – 5:09
4. Twist and Crawl – 4:59
5. Dirt – 5:52
6. Rocco – 6:34
7. Rekkit – 6:27
8. I Spy – 4:58
9. Amber – 8:07
10. Rematerialised – 8:21
11. 68 Balcony – 5:07
12. Sly – 3:33